# Dendrotriton xolocalcae
Dendrotriton xolocalcae és una espècie d'amfibi urodel de la família Plethodontidae. És endèmica de Mèxic.
El seu hàbitat natural són els montans humits tropicals o subtropicals. Està amenaçada d'extinció a causa de la destrucció del seu hàbitat.